# Gran Premio motociclistico di Spagna 1980
Il Gran Premio motociclistico di Spagna fu il secondo appuntamento del motomondiale 1980.
Si svolse il 18 maggio 1980 sul circuito permanente del Jarama, e corsero le classi 50, 125, 250 e 500.
Prima gara della giornata fu quella della 50, nella quale Eugenio Lazzarini, partito male, risalì il gruppo fino a portarsi in testa. Ricardo Tormo, primo a sei giri dal traguardo, ebbe problemi di carburazione che lo costrinsero a tagliare il traguardo in quinta posizione.
Seguì la gara della 250, nella quale Kork Ballington si impose su Anton Mang.
In 125, ritirato Ángel Nieto dopo tre giri con il motore grippato, andò in testa Guy Bertin fino alla sua caduta ad un giro dal traguardo: ne approfittò Pier Paolo Bianchi.
Chiuse la giornata la gara della 500, nella quale Kenny Roberts ripeté il successo di Misano.

## Classe 500

### Arrivati al traguardo
| Pos | Pilota            | Moto     | Giri | Tempo      | Griglia | Punti |
| --- | ----------------- | -------- | ---- | ---------- | ------- | ----- |
| 1   | Kenny Roberts     | Yamaha   | 36   | 55' 59" 57 | 1       | 15    |
| 2   | Marco Lucchinelli | Suzuki   | 36   | +4" 14     | 3       | 12    |
| 3   | Randy Mamola      | Suzuki   | 36   | +18" 75    | 2       | 10    |
| 4   | Takazumi Katayama | Suzuki   | 36   | +22" 20    | 13      | 8     |
| 5   | Barry Sheene      | Yamaha   | 36   | +49" 68    | 8       | 6     |
| 6   | Johnny Cecotto    | Yamaha   | 36   | +53" 50    | 7       | 5     |
| 7   | Franco Uncini     | Suzuki   | 36   | +58" 08    | 4       | 4     |
| 8   | Philippe Coulon   | Suzuki   | 36   | +59" 85    | 11      | 3     |
| 9   | Michel Frutschi   | Yamaha   | 36   | +1' 13" 14 | 12      | 2     |
| 10  | Carlo Perugini    | Suzuki   | 36   | +1' 18" 00 | 9       | 1     |
| 11  | Michel Rougerie   | Suzuki   | 36   | +1' 21" 51 | 17      |       |
| 12  | Graeme Crosby     | Suzuki   | 36   | +1' 21" 91 | 10      |       |
| 13  | Kork Ballington   | Kawasaki | 36   | +1' 24" 93 | 15      |       |
| 14  | Seppo Rossi       | Suzuki   | 35   | +1 giro    | 22      |       |
| 15  | Jack Middelburg   | Yamaha   | 35   | +1 giro    | 20      |       |
| 16  | Christian Estrosi | Suzuki   | 35   | +1 giro    | 25      |       |
| 17  | Hubert Rigal      | Yamaha   | 35   | +1 giro    | 24      |       |
| 18  | Boet van Dulmen   | Yamaha   | 35   | +1 giro    | 19      |       |
| 19  | Markku Matikainen | Yamaha   | 35   | +1 giro    | 31      |       |

### Ritirati
| Pilota            | Moto   | Giri | Motivo ritiro | Griglia |
| ----------------- | ------ | ---- | ------------- | ------- |
| Sadao Asami       | Yamaha | 29   |               | 21      |
| Gianni Rolando    | Suzuki | 21   |               | 26      |
| Patrick Pons      | Yamaha | 19   | Motore        | 5       |
| Werner Nenning    | Yamaha | 16   | Motore        | 30      |
| Patrick Fernandez | Yamaha | 15   | Motore        | 18      |
| Bernard Fau       | Suzuki | 12   |               | 29      |
| Graziano Rossi    | Suzuki | 11   | Caduta        | 6       |
| Sergio Pellandini | Suzuki | 5    | Motore        | 14      |
| Wil Hartog        | Suzuki | 2    | Caduta        | 16      |
| Skip Aksland      | Yamaha | 2    | Caduta        | 28      |
| Richard Hubin     | Yamaha | 2    | Motore        | 27      |
| Christian Sarron  | Yamaha | 0    |               | 23      |

## Classe 250

### Arrivati al traguardo
| Pos | Pilota                 | Moto             | Tempo      | Griglia | Punti |
| --- | ---------------------- | ---------------- | ---------- | ------- | ----- |
| 1   | Kork Ballington        | Kawasaki         | 48' 40" 90 | 1       | 15    |
| 2   | Anton Mang             | Krauser-Kawasaki | +8" 17     | 2       | 12    |
| 3   | Thierry Espié          | Bimota-Yamaha    | +14" 50    | 3       | 10    |
| 4   | Jean-François Baldé    | Kawasaki         | +28" 36    | 24      | 8     |
| 5   | Roland Freymond        | Ad Maiora        | +33" 86    | 4       | 6     |
| 6   | Jacques Cornu          | Yamaha           | +37" 00    | 5       | 5     |
| 7   | Gianpaolo Marchetti    | MBA              | +40" 28    | 13      | 4     |
| 8   | Jean-Louis Guignabodet | Kawasaki         | +40" 86    | 8       | 3     |
| 9   | Carlos Lavado          | Yamaha           | +1' 05" 90 | 7       | 2     |
| 10  | Reinhold Roth          | Yamaha           | +1:14.050  | 9       | 1     |
| 11  | Edoardo Aleman         | Yamaha           | +1:17.180  | 20      |       |
| 12  | Éric Saul              | Bimota-Yamaha    | +1:19.750  | 31      |       |
| 13  | Edi Stöllinger         | Kawasaki         | +1:19.950  | 19      |       |
| 14  | Jean-Louis Tournadre   | Yamaha           | +1:27.440  | 6       |       |
| 15  | Paolo Ferretti         | Yamaha           | +1:35.560  | 22      |       |
| 16  | Alan North             | Yamaha           | +1:36.090  | 10      |       |
| 17  | Pierre Tocco           | Yamaha           | +1 giro    | 12      |       |
| 18  | José Maria Vallol      | Yamaha           |            | 26      |       |
| 19  | Eero Hyvärinen         | Yamaha           |            | 28      |       |
| 20  | Hans Müller            | Yamaha           |            | 16      |       |
| 21  | Andreas Rubio Pérez    | Yamaha           |            | 18      |       |
| 22  | Tony Head              | Yamaha           |            | 23      |       |
| 23  | André Gouin            | Yamaha           |            | 29      |       |
| 24  | Carlos Morante         | Yamaha           |            | 21      |       |

### Ritirati
| Pilota              | Moto          | Motivo ritiro | Griglia |
| ------------------- | ------------- | ------------- | ------- |
| Karl-Thomas Grässel | Yamaha        |               | 11      |
| Klaas Hernamdt      | Yamaha        |               | 15      |
| Jean-Marc Toffolo   | Bimota-Yamaha |               | 17      |
| René Delaby         | Yamaha        | Caduta        | 14      |
| Graham Young        | Yamaha        |               | 25      |
| Pekka Nurmi         | Yamaha        |               | 27      |
| Bruno Kneubühler    | Yamaha        |               | 30      |

## Classe 125

### Arrivati al traguardo
| Pos | Pilota              | Moto       | Tempo      | Griglia | Punti |
| --- | ------------------- | ---------- | ---------- | ------- | ----- |
| 1   | Pier Paolo Bianchi  | MBA        | 45' 36" 02 | 1       | 15    |
| 2   | Ivan Palazzese      | MBA        | +11" 77    | 5       | 12    |
| 3   | Bruno Kneubühler    | MBA        | +19" 80    | 4       | 10    |
| 4   | Barry Smith         | MBA        | +29" 12    | 7       | 8     |
| 5   | Ricardo Tormo       | MBA        | +39" 87    | 14      | 6     |
| 6   | Rolf Blatter        | MBA        | +47" 82    | 15      | 5     |
| 7   | August Auinger      | MBA        | +51" 72    | 13      | 4     |
| 8   | Hans Müller         | MBA        | +59" 39    | 6       | 3     |
| 9   | Stefan Dörflinger   | MBA        | +1' 11" 95 | 12      | 2     |
| 10  | Hugo Vignetti       | MBA        | +1' 12" 94 | 16      | 1     |
| 11  | Marcelino García    | Morbidelli | +1 giro    | 22      |       |
| 12  | Anton Straver       | MBA        |            | 18      |       |
| 13  | Peter Looijesteijn  | MBA        |            | 17      |       |
| 14  | Alfred Waibel       | Morbidelli |            | 28      |       |
| 15  | Gerhard Waibel      | MBA        |            | 27      |       |
| 16  | Matti Kinnunen      | MBA        |            | 25      |       |
| 17  | Per-Edvard Carlsson | Morbidelli |            | 21      |       |
| 18  | Willy Pérez         | Morbidelli |            | 29      |       |
| 19  | Cees van Dongen     | MBA        |            | 30      |       |

### Ritirati
| Pilota                 | Moto       | Motivo ritiro | Griglia |
| ---------------------- | ---------- | ------------- | ------- |
| Ángel Nieto            | Minarelli  | Grippaggio    | 2       |
| Guy Bertin             | Motobécane | Caduta        | 3       |
| Eugenio Lazzarini      | Iprem      |               | 8       |
| Thierry Noblesse       | MBA        |               | 9       |
| Henk van Kessel        | Condor     |               | 10      |
| Jean-Louis Guignabodet | Morbidelli |               | 11      |
| Miguel Cortes          | Morbidelli |               | 19      |
| Edi Stöllinger         | MBA        |               | 20      |
| Fernando De Nicolás    | Morbidelli |               | 23      |
| Martin van Soest       | MBA        |               | 24      |
| Tony Smith             | Morbidelli |               | 26      |

## Classe 50

### Arrivati al traguardo
| Pos | Pilota            | Moto          | Tempo      | Griglia | Punti |
| --- | ----------------- | ------------- | ---------- | ------- | ----- |
| 1   | Eugenio Lazzarini | Iprem         | 33' 46" 51 | 3       | 15    |
| 2   | Stefan Dörflinger | Kreidler      | +3" 85     | 2       | 12    |
| 3   | Henk van Kessel   | Pentax-Sparta | +5" 44     | 6       | 10    |
| 4   | Rolf Blatter      | Kreidler      | +5" 83     | 5       | 8     |
| 5   | Ricardo Tormo     | Kreidler      | +6" 68     | 1       | 6     |
| 6   | Yves Dupont       | ABF           | +26" 32    | 4       | 5     |
| 7   | Jacky Hutteau     | ABF           | +50" 86    | 15      | 4     |
| 8   | Daniel Mateos     | Derbi         | +55" 11    | 13      | 3     |
| 9   | Claudio Lusuardi  | Bultaco       | +56" 22    | 11      | 2     |
| 10  | Wolfgang Müller   | Kreidler      | +1' 18" 91 | 7       | 1     |
| 11  | Enrico Cereda     | DRS           | +1' 21" 13 | 10      |       |
| 12  | Aldo Pero         | Kreidler      | +1' 45" 13 | 23      |       |
| 13  | Hagen Klein       | Horex         | +1' 45" 54 | 17      |       |
| 14  | Ingo Emmerich     | Kreidler      | +1' 56" 60 | 8       |       |
| 15  | Cees van Dongen   | Kreidler      | +1 giro    | 20      |       |
| 16  | Bruno Di Carlo    | ABF           | +1 giro    | 21      |       |
| 17  | Jorge Navarette   | Derbi         | +1 giro    | 22      |       |
| 18  | Joaquín Galí      | Bultaco       | +1 giro    | 24      |       |
| 19  | Walter Rapolani   | Kreidler      |            | 28      |       |
| 20  | Reiner Koster     | DRS           |            | 25      |       |

### Ritirati
| Pilota              | Moto     | Motivo ritiro | Griglia |
| ------------------- | -------- | ------------- | ------- |
| Theo Timmer         | Bultaco  |               | 9       |
| Gerhard Bauer       | Kreidler |               | 12      |
| Vicente Ferrer      | Bultaco  |               | 14      |
| Gerhard Waibel      | Kreidler |               | 16      |
| José Antonio Ingles | Kreidler |               | 18      |
| Gerhard Singer      | Kreidler |               | 19      |
| José Luis Pereira   | Kreidler |               | 26      |
| Rudolf Kunz         | Kreidler |               | 27      |
| Henrique Sande      | Kreidler |               | 29      |
| Daniel Corvi        | Kreidler |               | 30      |

## Fonti e bibliografia
- Stampa Sera, 19 maggio 1980, pag. 16
- El Mundo Deportivo, 18 maggio 1980, pag. 25 e 19 maggio 1980, pagg. 43-44
- Werner Haefliger, MotoGP Results 1949-2010 Guide, Fédération Internationale de Motocyclisme, 2011.